# Catocala formula
Catocala formula là một loài bướm đêm trong họ Erebidae.